# 平岡宏歸
平岡 宏歸（ひらおか こうき、1933年 - ）は日本の作庭家｡その造園技法は宏歸流と称する｡ 
京都府生まれ｡京都市伏見区の造園業｢宏歸流 京都 庭常｣店主｡ 
1949年から実家の家業に従事し始める。1971年二代目となり、宏歸流総匠と銘打つ。　 
平成11年度｢現代の名工｣受賞｡京都府技能検定委員や京都府造園組合理事、京庭匠会理事なども歴任。その一方で専慶流の華道や裏千家茶道の師範もつとめる。